# Van Leydenhof

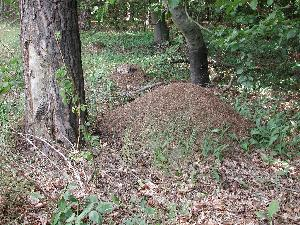
Bovengrondse mierennesten

De Van Leydenhof is een natuurgebied in het stadsdeel Kijkduin en Ockenburgh aan de zuidkant van Den Haag. Het ligt tussen Loosduinen en Monster, vlakbij landgoed Ockenburgh en Ockenrode. Het wordt beheerd door de stichting Zuid-Hollands Landschap, die in de Nederlandse provincie Zuid-Holland meer dan honderd natuurgebieden beheert.
De Van Leydenhof is een binnenduinbos. Er heeft nooit een landhuis gestaan. Het is vernoemd naar een voormalige eigenaar uit de familie Van Leyden, die dat stuk grond in oorspronkelijke staat wilde behouden. 
Na de laatste ijstijd heeft het smeltijs tijdelijk het zeeniveau laten stijgen. Zo'n 3000 jaar kwam het stabiele niveau weer terug en begon de Hollandse kust weer aan te groeien. Jonge duinen ontstonden. Tussen de jonge en oude duinen kwam een veenlaag, daarom ligt Den Haag deels op dekzandruggen en deels op veengrond. Tegen die nieuwe duinen werden bossen en later landgoederen aangelegd, zoals de Van Leydenhof en het ernaast gelegen Hyacintenbos, bekend om de wilde boshyacinten en andere stinzeplanten. Het Zuid-Hollands Landschap heeft er een 3,5 km lange wandelroute uitgezet met de naam Rode Bosmierroute, omdat het bos bekendstaat om de bovengrondse rode bosmiernesten.